# Kühnow
Kühnow ist eine wüste Feldmark westlich von Reetz, einem Ortsteil der Gemeinde Wiesenburg/Mark im Landkreis Potsdam-Mittelmark in Brandenburg. Dort existiert der Flurname die Kiehne, der als Trift oder Diebesweg bei Kiehne bzw. Trift und Tränke in der kiehne urkundlich in Erscheinung trat, auf dem jedoch bislang keine Bodenfunde gemacht werden konnten.

## Geschichte
Die erste urkundliche Erwähnung stammt aus dem Jahr 1388 als Kunow; allerdings ist unklar, ob die Dorfstätte zu dieser Zeit noch aktiv war. Sie gehörte vor 1487 der Familie Brandt von Lindau, erschien im genannten Jahr als Kunaw und war als wüst bezeugt. Der Zehnt kam in dieser Zeit an den Pfarrer von Reetz (1534, 1575). Die Flächen in Kühno wüste wurden im Jahr 1592 von den umliegenden Bauern genutzt: Ein Vierdorfhufner bewirtschaftete 18 ½ Morgen (Mg) Heideland in Kühnow, Reetz und Bönsdorf, ein Zweihufner eine Hufe 18 Mg in Bönsdorf, Kühnow, Zipsdorf und Reetz sowie ein Fünfdorfhufner 3 Hufe und 5 Mg Heideland zu Bönsdorf, Kühnow, Zipsdorf und Reetz. Ein Zweihufner besaß 25 ½ Mg Heideland, ein Vierdorfhufner 20 Mg Heideland, ein Vierdorfhufner 1 Breitchen Heideland, ein Dreidorfhufner ½ Hufe und ein Dreidorfhufner 17 Mg Heideland hinter Kühnow. Ein Kossät bewirtschaftete ½ Hufe und 2 Mg Heideland zu Kühnow und Reetz, ein Kossät 5 Mg Heideland zu Zipsdorf, Kühnow, Reetz und Miltendorf, ein Kossät 24 Mg Heideland auf Kühnow und Bönsdorfer Marke sowie ein Kossät 1 Hufe 2 ½ Viertel und 4 Mg Heideland zu Kühnow, Bönsdorf, Zipsdorf und Mahlsdorf. Ein weiterer Kossät bewirtschaftete ½ Hufe ½ Mg Heideland.
Von 1755 bis 1765 waren die von Watzdorf im Besitz der Feldmark, anschließend übernahmen von 1765 bis 1846 die Trotta genannt Treyden die Fläche, die sie 1846 an die Familie Goldacker weitergaben. Ihre Größe wurde 1829 nochmals mit 654 Mg und 28 Quadratruten angegeben; anschließend ging sie in der Feldmark von Reetz auf und wurde nicht wieder besiedelt.